# Bac (navigație)

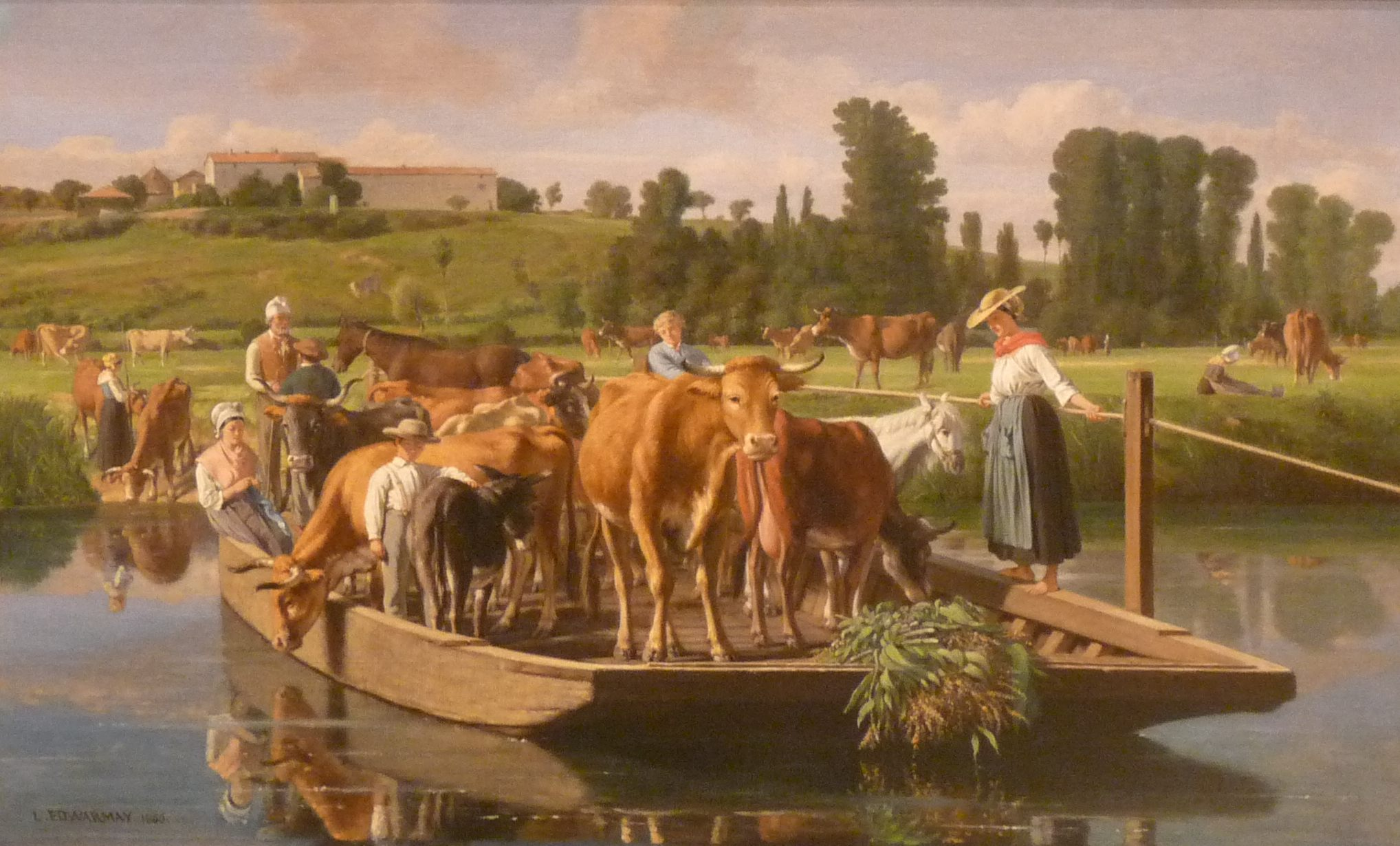
Traversarea cu bacul a râului Charente la Roffit.
Pictură din 1866. Muzeul de artă din Angoulême

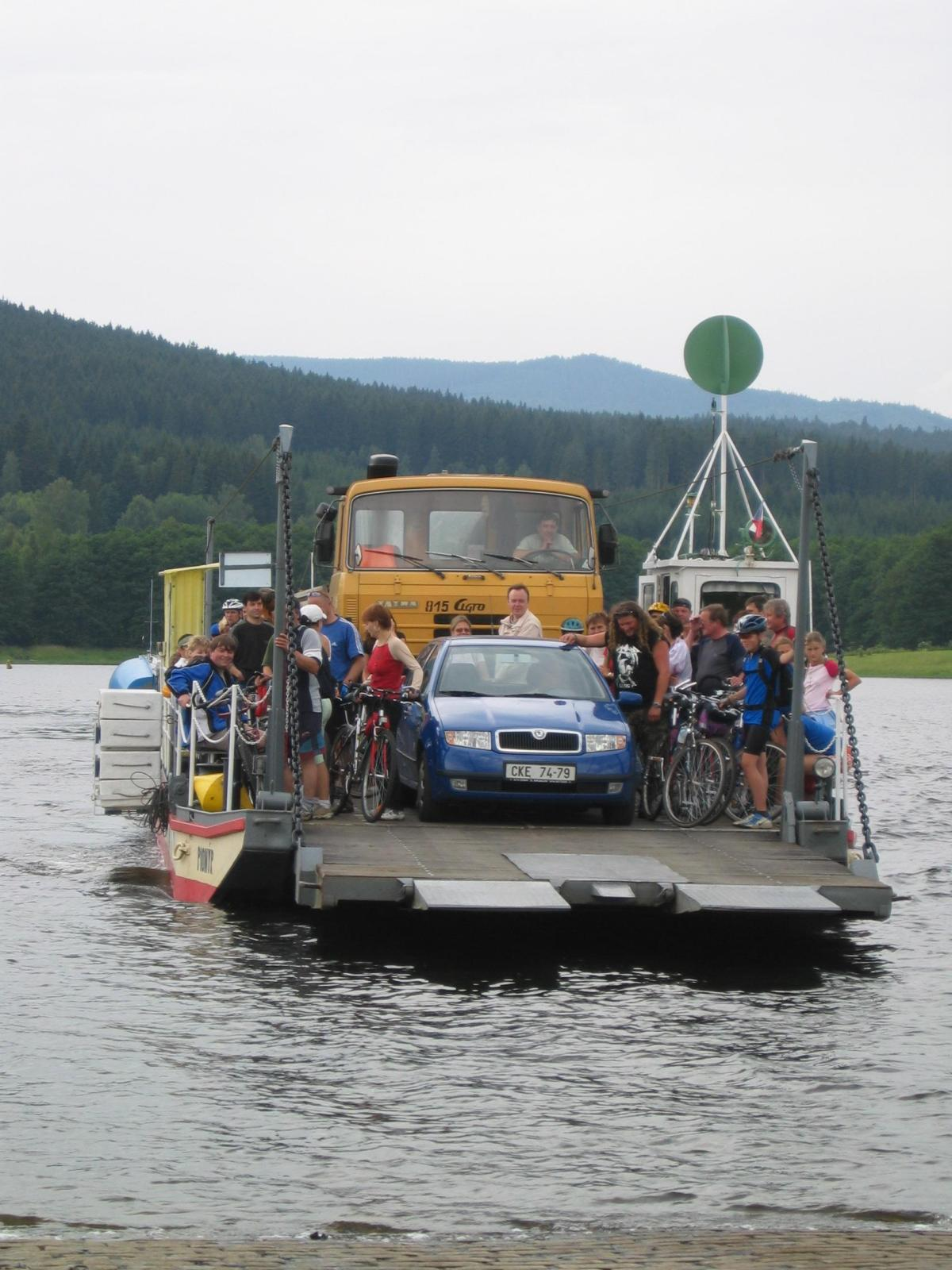
Bac ce traversează lacul Lipno (Cehia)

Bac se numește o ambarcațiune cu fundul și capetele plate, cu care se fac scurte traversări de fluvii, râuri, canale sau de lacuri ori care este folosită pentru serviciile auxiliare ale unei nave. Când este folosită la transportul de persoane, animale și vehicule de la un mal la altul mai poartă și denumirea de pod umblător, pod mișcător sau pod plutitor, care poate fi cu sau fără propulsie proprie.
Corpul bacului este construit din lemn sau metal, are fundul plat, prova și pupa plate, pentru a putea acosta la maluri neamenajate. 
În județul Alba, bacul este numit „brudină”.

## Clasificare

### Criteriul „punte“
Bacurile pot fi puntate sau nepuntate. 
Un bac puntat este o ambarcațiune, de regulă nepropulsată, cu fundul plat, destinată, transportului de mărfuri pe punte în limitele acvatoriului unui port.
În sectoarele cu trafic intens, legătura între maluri se realizează cu bacuri autopropulsate, cu 1 sau 2 punți dotate cu tot ce este necesar pentru transportul pasagerilor, gararea și fixarea autovehiculelor, depozitarea mărfurilor.

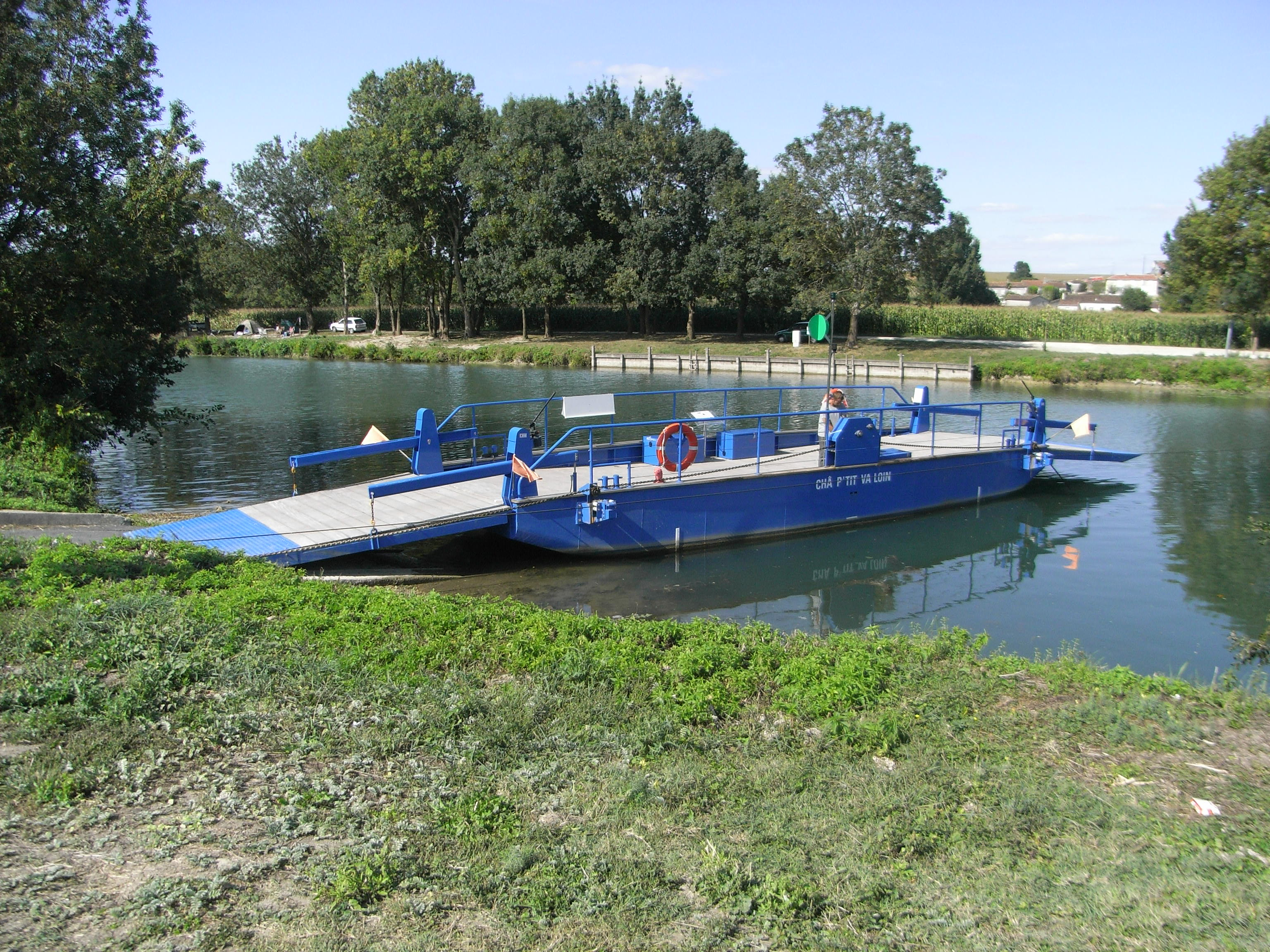
Bac cu dublu acces

### Criteriul „acces“
Bacurile pot fi cu acostare laterală sau cu dublu acces.
- Bacul cu acostare laterală poate acosta lateral, lângă un ponton special prevăzut cu o estacadă.

- Bacul cu dublu acces poate stabili o legătură cu malul cu oricare din capete, sunt de obicei de mici dimensiuni, iar deplasarea lor se face prin remorcare sau tragere  cu trolii și cabluri.

## Istoric
Pe sectorul Dunării de Jos din cele mai vechi timpuri au făcut legătura numeroase bacuri pornind din porturile românești.